# Ulrich Urthaler
Ulrich Urthaler (* 1957 in Nürnberg) ist ein deutscher Schriftsteller.

## Leben
Urthaler wuchs in Nürnberg auf. Nach dem Abitur studierte er Architektur und arbeitete im Bergbau.

## Veröffentlichungen
- Ulrich Urthaler: Hundsrosen. Emons Verlag, Köln 2014, ISBN 978-3-95451-397-0.
- Ulrich Urthaler: Isarterror. Emons Verlag, Köln 2016, ISBN 978-3-95451-772-5.
- Ulrich Urthaler: Wolfspelz. Emons Verlag, Köln 2017, ISBN 978-3-7408-0091-8. (Sonderedition für DMAX)
- Ulrich Urthaler: Eins Vorwärtsfallen. Neobooks, Self-Publishing, ISBN 978-3-7427-5505-6.